# 발해-요 전쟁
발해-요 전쟁(渤海國-遼國 戰爭)은 9세기 선왕 이후 해동성국 발해가 쇠퇴하던 10세기 이후부터 세력을 팽창하던 거란과 발해와의 일련의 전쟁이다. 이 전쟁의 결과 발해는 926년 멸망하고 말았다.
발해의 몰락을 대개 830년 대인수(선왕)의 붕어이후 10세기 대인선 시기, 좀 더 세분화하여 900년대 초부터 918년까지를 발해와 요나라(거란)의 충돌기,그리고 919년부터 924년까지 요나라에 의한 발해 압박기,멸망기는 924년의 국지전을 거쳐 925년 말부터 이듬해 926년 요나라의 침공으로 왕계 단절이 되는 시기로 설정하고 있다.
발해와 요의 전쟁은 무려 20여년 가까이 진행되었다.
요동 지역을 둘러싼 치열한 전투는 요의 승리로 일단락되고 발해는 요동 지역의 전략적 이점을 상실하면서 경제.군사상으로 큰 타격을 받았다.비록 발해는 요동 지역을 상실했지만,아직 요에 충분히 대응할 수 있는 국가였다. 919년 요동을 병합한 요의 침입을 격파하고 924년 5월 발해가 거란의 요주를 공격해서 함락 시킨 후,거란인을 포로로 잡아 온 것은 발해의 군사력이 건재하다는 것을 의미했다. 당시 국제적 환경은 몽골초원의 위구르제국의 해체, 중원의 당나라의 몰락과 5대 10국시대, 한반도가 후삼국으로 분열된 혼란기였다. 이런 가운데 15대 인선왕은 군사적인 대응 뿐만 아니라 외교적으로 적절히 요를 견제 하였는데, 주변 국가와 결속을 맺어 요의 침략에 대비한 것이다. 하지만 요사 본기에 '이심'이라는 표현대로,924년 여름을 기점으로 하여 발해에 내부 문제가 발생했던 것으로 추측 된다.그것은 925년부터 고려로 망명하는 발해인이 장군 등 관직에 있는 사람들이 귀화한 것이다. 이것은 발해 내부에 또 다시 정치 투쟁이 일어난 것으로 추정된다. 이런 내부적 상황을 파악한 요나라는 20여년간의 전쟁 경험을 통한 발해의 방어 체계를 무력화 시킬 수 있는 전술을 계획한 것이다. 즉, 대규모 기습 작전을 통한 '수도 함락'이었던 것이다. 결국 926년 몽골원정(서방원정)을 마치고 돌아온 아율아보기는 발해 정벌을 단행하고 그 해에 발해를 침공하였다. 요군은 거란도를 따라 동진하여 부여성에서 발해정예병을 괴멸시키고 상경용천부 인근의 발해군을 격파하였다. 결국 요군은 상경용천부를 포위하고 대인선이 항복함에 따라 발해는 무너지고 말았다. 한편 이러한 발해의 몰락에는 여러 가지 요인이 있는데 그중 통상적으로 발해를 비롯한 동아시아 국가들의 몰락을 당의 쇠퇴와 관련해서 보려는 연구들이 일본학계를 중심으로 계속되어 왔다.

## 요동지역 전투
895년 거란족은 만리장성 내의 유주를 점령하고자 하였다. 이는 유목 부족체제에서 강대한 중앙국가체제로 발전하는 단계에서 막대한 경비가 소요되는바, 중원을 정벌할 필요가 있었던 것이다. 거란은 당의 유주절도부와의 싸움에서 우위를 점했으며, 결국 유주를 점령했다. 또한 유주 진출과 동시에 903년경부터 발해의 요동지역을 국지적으로 침략하기 시작하고, 일단 903년에 요북을 점령하였다. 거란이 본격적으로 발해의 요동에 진입하기 시작한 것은 909년을 기점으로 이후에도 거란은 지속적으로 요동에 진입하였다. 거란은 916년 요나라 건국후인 918년 발해의 요양 지역으로까지 진출하게 된다. 그러나 발해는 아무런 군사적 대응 조치를 취하지 않은채 요동을 상실하고 말았으며, 거란군은 압록강을 넘어 청천강까지 도달하여 고려와 국경을 맞닿게 되었다. 이로 인해 발해는 황해로 나가는 교통로를 상실하여 큰 타격을 입게 되는 물론이고 군사적 요지 또한 잃어 요의 침입에 풍전등화였다. 발해는 요동상실후 911년에 신라와 연계를 맺고 918년에는 요나라에 평화사절단을 파견하였다. 그러나 평화사절단은 그것이 처음이자 마지막이었다.

## 요주 전투
923년 요나라는 요서의 평주에 노룡군절도사를 설치하여 발해를 전방위적으로 압박하기 시작하였다. 또한 발해의 내부 주(州)부(府)를 뒤흔들고 피지배 민족인 말갈족의 이탈을 불러일으키는 계기가 되었다. 이러한 노룡군절도사 설치사건은 발해로서는 국가체제를 위협하는 단도와 같았으며, 결국 924년 요나라가 서방원정에 힘을 쏟는 동안(야율탁진이 야율아보기에게 발해 정벌전 배후지역 정벌을 간함) 발해의 중앙정부는 이러한 국가적 위기를 타개하고자 군대를 파견하여 요주를 공격하고 자사 장수실을 죽이게 되었다. 발해는 이 전투에서 승리하기는 했지만 이를 중원진출에 있어서 큰 우환으로 여기게 된 요나라와의 전면전(全面戰)은 피할 수 없었다.

## 부여부 전투
925년 12월 야율아보기와 야율배가 이끄는 요군은 3방향으로 군을 나누어 진격하고 요북의 국경을 넘어 발해의 수도인 상경용천부와 일직선상에 있는 부여부를 급습하였다. 당부여부는 격렬한 저항을 하였지만 요군의 수적 열세 앞에 3일만에 함락되고 말았다. 이로 인해 발해는 부여부로 급히 증원군을 보냈지만 증원군 또한 격파되어 사실상 발해의 정예군은 괴멸되고 말았다. 요군은 기세를 몰아서 거란도를 타고 곧바로 상경으로 들이치게된다.

## 장령부 전투
부여부와 더불어 요동으로 진격한 요군은 발해군을 상대로 장령부에서 고전하고 있었다. 장령부를 돌파하여 서경압록부로 진격하려던 요군은 발목을 잡히고 말았다. 그러나 결국 발해가 요나라에 의해 멸망하고 말았다. 하지만 아직 격파되지 않았던 장령부의 발해군은 발해부흥운동의 시작을 알리게 되었다.

## 상경용천부 전투
926년 1월 부여부를 구원하기 위해 출전한 노상이 이끄는 3만 발해 중앙군은 요의 안단이 이끄는 선봉군 1만과 상경용천부 근처에서 교전하지만, 요군은 발해군을 괴멸시키고 수도를 포위하였다 상경성은 다른 성들과는 달리 당나라의 장안성처럼 평지성이였기 때문에 적은병력으로 수성전을 펴기에는 아주 불리한 조건이었다. 결국 발해의 마지막 왕이었던 대인선은 요나라의 야율아보기에 항복하고 발해는 멸망하고 말았다.

## 같이 보기
- 발해
- 요나라
- 대인선
- 후삼국
- 5대 10국
- 발해부흥운동
- 동란국 (926년~936년)
- 후발해 (928년?~938년?)
- 정안국 (938년?~986년?)
- 올야국 (995년~996년)
- 흥료국 (1029년~1030년)
- 대발해(대원국) (1116년 1월~5월)
- 정리부의 항쟁(금나라 시기)

## 참고 자료
- 《제 80회 한국고대사학회 정기발표회 발표문(2004. 10. 9)》
- 《발해제국사》
- 《발해고》
- 《요사》
- 《대요국사》